# Тэн Шанхуа
Тэн Шанхуа́ (кит. упр. 滕尚华, пиньинь Téng Shànghuá; род. 1964, Пекин) — китайский и американский учёный-информатик, лауреат престижных международных премий.

## Биография
Родился в 1964 году в Пекине.
В 1981 году он поступил Шанхайский университет транспорта, который закончил в 1985 году, получив степени сразу по двум направлениям — «Информатика» и «Электротехника». Так как он оказался в числе 18 лучших выпускников, то получил стипендию Всемирного Банка для продолжения образования за границей, и уже осенью 1985 года поступил в магистратуру в Университет Южной Калифорнии в США.
Во время учёбы в магистратуре он решил ряд открытых проблем в области параллельных алгоритмов и криптографии. В 1988 году его научный руководитель Гари Миллер сменил место работы на Университет Карнеги — Меллона, и Тэн Шанхуа тоже перевёлся туда. Там он в 1991 году он защитил диссертацию на степень Ph.D..
После этого он работал в Xerox PARC, Исследовательском центре Эймса, Intel, IBM Almaden Research Center, Akamai Technologies, Microsoft Research.
Последующие два десятилетия он совмещал занятия теоретической наукой с решением практических задач в самых разных отраслях. Обладатель пятнадцати патентов.
В 2002—2009 году был профессором Computer Science в Бостонском университете, а с 2009 года — в Университете Южной Калифорнии.
В 2003 году женился.

## Награды
- 2008 и 2015 год — Премия Гёделя (с Дэниелем Спилменом)[7][8].
- 2009 год — Премия Фалкерсона (с Дэниелем Спилменом)[9].
- 2009 год — ACM Fellow[10]

## Избранные труды
Совместно с Дэниелем Спилменом:
- Shang-Hua Teng; Dan Spielman. Nearly-Linear Time Algorithms for Preconditioning and Solving Symmetric, Diagonally Dominant Linear Systems (англ.) // Journal on Matrix Analysis : journal. — 2014. — Vol. 35 (3).
- Shang-Hua Teng; Dan Spielman. A Local Clustering Algorithm for Massive Graphs and Its Application to Nearly Linear Time Graph Partitioning (англ.) // SIAM J. Computing[англ.] : journal. — 2013. — Vol. 42 (1). — P. 1—26.
- Shang-Hua Teng; Paul Christiano, Jon Kelner, Aleksander Madry, and Daniel Spielman. Electrial flows, Laplacian systems, and faster approximation of maximum flow in undirected graphs (англ.) // STOC : journal. — 2011. — P. 273—282.
- Shang-Hua Teng; Daniel Spielman. Spectral Sparsification of Graphs (англ.) // SIAM J. Computing[англ.]. — 2011. — Vol. 40 (4). — P. 981—1025.
- Shang-Hua Teng; Daniel Spielman. Spectral partitioning works: planar graphs and finite element meshes (англ.) // Linear Algebria and Its Applications : journal. — 2007. — March (vol. 421). — P. 284—305.
- Shang-Hua Teng; Daniel Spielman. Smoothed analysis of algorithms: the simplex algorithm usually takes polynomial number of steps (англ.) // J. ACM : journal. — 2004. — May (vol. 51 (3)). — P. 385—463.